# Lonchoptera meijeri
Lonchoptera meijeri är en tvåvingeart som beskrevs av Collin 1938. Lonchoptera meijeri ingår i släktet Lonchoptera och familjen spjutvingeflugor. Inga underarter finns listade i Catalogue of Life.